# Francoys Dancx

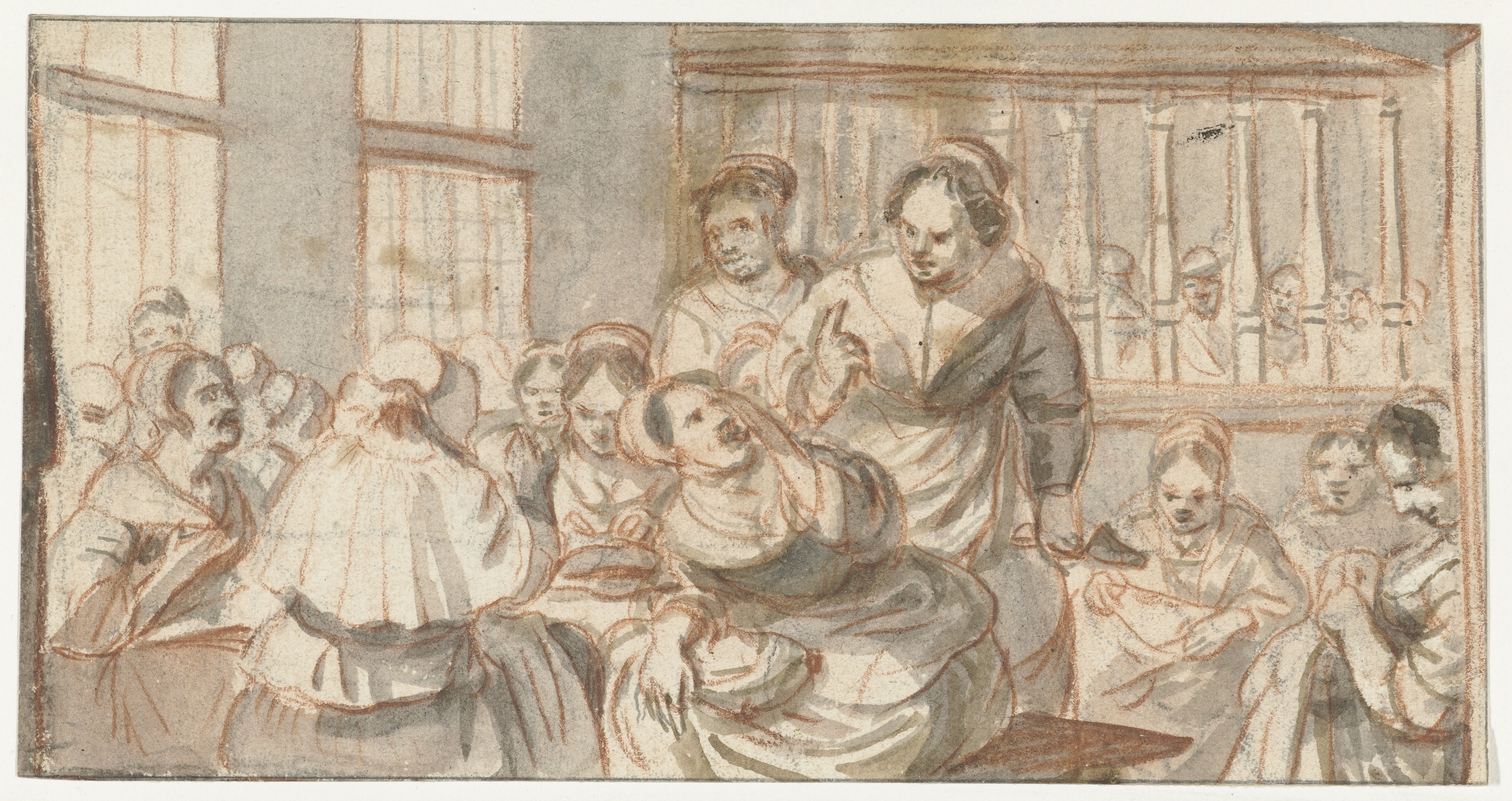
Spinhuis te Amsterdam (1638)

Francoys Dancx (alternatieve familienamen: Danks, Danck, Dancks en Dank, bijnaam Schildpad en alternatieve voornaam Frans)  (Amsterdam, 1636 - aldaar, 1703), was een schilder, tekenaar en beeldhouwer uit de periode van de Nederlandse Gouden Eeuw.

## Levensloop
Het is niet bekend bij wie hij in de leer was. Na zijn leertijd vertrok hij waarschijnlijk vóór 1654 naar Rome.  Hier trad hij toe tot de Bentvueghels, een vereniging van voornamelijk Nederlandse en Vlaamse kunstenaars werkzaam in Rome. Hij kreeg de bijnaam (de zogenaamde bentnaam) ‘Schildpad’.
Vanaf 1654 wordt hij opnieuw in Amsterdam vermeld.  Volgens de 17e-eeuwse biograaf Arnold Houbraken schilderde hij een portret van de Amsterdamse dichteres Catharina Questiers en beeldhouwde een reliëf van een zandloper met het motto "Myn Glas Loopt Ras", dat op een huis aan de Herengracht in Amsterdam werd geïnstalleerd.  Deze twee kunstwerken werden het onderwerp van gedichten van de Amsterdamse dichters Cornelis van Ryssen en Jan Koenerding.  Hij werd in 1659 bankroet verklaard.
In 1676 vertrok hij naar Nederlands-Indië, waar hij landschappen tekende. Deze werden gepubliceerd in 1682 in Johan Nieuhof's reisboek genaamd Zee- en Lant-Reise door verscheide Gewesten van Oostindien, behelzende veele zeldzaame en wonderlijke voorvallen en geschiedenissen. Beneffens een beschrijving van lantschappen, dieren, gewassen, draghten, zeden en godsdienst der inwoonders: E inzonderheit een wijtloopig verhael der Stad Batavia (Amsterdam, de Weduwe van Jacob van Meurs, 1682). Deze tekeningen bevinden zich nu in Leiden.  Het Rijksmuseum heeft een collectie van zijn tekeningen.
- Biografisch Portaal: 41586890
- RKD-Nederlands Instituut voor Kunstgeschiedenis: 19925
- Union List of Artist Names: 500004422
- Virtual International Authority File: 95707764